# Antonio Román Jasanada
Antonio Román Jasanada (Guadalajara, 21 de juny de 1965) és un metge i polític espanyol del Partit Popular (PP), alcalde de Guadalajara des de 2007.

## Biografia

### Primers anys
Va néixer el 21 de juny de 1965 a Guadalajara. És nebot del polític alcarreny senador en la legislatura constituent Feliciano Román Ruiz. Metge de professió (en excedència des de 2003), va ser també jugador professional d'handbol a la lliga ASOBAL en la dècada de 1990 al Club Handbol Guadalajara.

### Activitat política
Va entrar en política el 1995,any en què es va convertir en regidor de l'Ajuntament de Guadalajara. El 1999 va prendre les responsabilitats de tinent d'alcalde. Va exercir breument de diputat a la vii legislatura del Congrés dels Diputats, quan va substituir el 2003 a Ana Guarinos. Posteriorment va ser senador a la viii legislatura (2004–2008). Després d'encapçalar la llista del PP a Guadalajara a les eleccions municipals de 2007 de Guadalajara, va ser investit alcalde del municipi, començant el seu primer mandat el 16 de juny de 2007.
Va ser breument diputat regional a la viii legislatura de les Corts de Castella-la Manxa, i és baixa el desembre de 2011. Diputat de nou al Congrés a la seva x legislatura (2011–2015).